# Plano K5

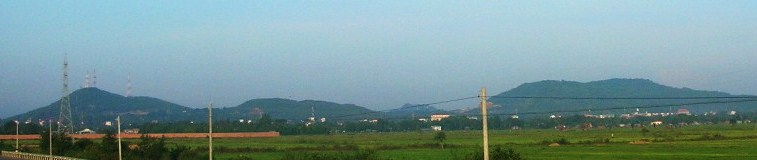
Montanhas ao longo da fronteira do Camboja com a Tailândia, ao norte da estrada entre Sisophon e Aranyaprathet. Uma das áreas onde os insurgentes do Khmer Vermelho se escondiam.

Plano K5 (em quemer:  ផែនការក៥), Cinturão K5 ou Projeto K5, também conhecido como Cortina de Bambu,  foi uma tentativa entre 1985 e 1989 do governo da República Popular do Kampuchea de vedar as rotas de infiltração da guerrilha do Khmer Vermelho no Camboja por meio de trincheiras, cercas de arame e campos minados ao longo de praticamente toda a fronteira entre a Tailândia e o Camboja. 

## Implementação
O arquiteto do Plano K5 foi o general vietnamita Lê Đức Anh, comandante das forças do Exército do Povo do Vietnã no Camboja. Ele formulou cinco pontos fundamentais para a defesa do Camboja contra a  reinfiltração do Khmer Vermelho. A letra "K", a primeira letra do alfabeto khmer, veio de kar karpier, que significa 'defesa' na língua Khmer, e o número "5" se referia aos cinco pontos de Le Duc Anh em seu plano de defesa, dos quais a vedação da fronteira com a Tailândia foi o segundo ponto.  Muitos trabalhadores do projeto, no entanto, não sabiam o que "K5" significava.
O Plano K5 começou em 19 de julho de 1984.  Tornou-se um esforço gigantesco que incluiu o desmatamento de longos trechos de floresta tropical com a derrubada de um grande número de árvores, bem como o corte e o desenraizamento de vegetação alta. O objetivo era deixar um amplo espaço aberto contínuo ao longo da fronteira com a Tailândia que seria vigiado e minado.
Na prática, a cerca K5 consistia em uma faixa de terra de aproximadamente 700 km de comprimento e 500 m de largura ao longo da fronteira com a Tailândia, onde minas antitanques e minas antipessoais foram enterradas a uma densidade de cerca de 3.000 minas por quilômetro de frontaria. 

## Consequências
Do ponto de vista ambiental, a derrubada massiva de árvores foi um desastre ecológico, contribuindo para o desmatamento acentuado, o perigo de extinção de espécies e deixando para trás uma vasta área degradada. Os lugares mais remotos, como as Montanhas Cardamomo, foram relativamente intocados pelo homem até se tornarem um reduto do Khmer Vermelho na década de 1980. Atualmente, essas montanhas são uma ecorregião ameaçada.
Imprevisto pelos planejadores do projeto, do ponto de vista militar, o Plano K5 também foi desastroso para a República Popular do Kampuchea. Não deteve os combatentes do Khmer Vermelho que encontraram maneiras de cruzá-la, pois era impossível policiar com eficácia a longa fronteira. Além disso, a manutenção era difícil, já que a selva arrasada deixava uma vegetação rasteira que, no clima tropical, voltava a crescer anualmente até a altura de um homem. 
O Plano K5 foi contraproducente para a imagem da República Popular do Kampuchea, como uma república empenhada em reconstruir o que o governo de Pol Pot e seu Partido Comunista do Kampuchea haviam destruído no Camboja. Apesar da magnitude do esforço, todo o projeto acabou sendo malsucedido e terminou caindo nas mãos dos inimigos da nova república pró-Hanói. Milhares de camponeses cambojanos que, apesar da invasão vietnamita, saudaram sua libertação da interferência do Khmer Vermelho na agricultura tradicional e a ausência de impostos sob o governo da República Popular do Kampuchea,  ficaram descontentes. Os camponeses tiveram que abandonar suas fazendas para dedicar-se a desmatar a selva, trabalho pesado que consideravam inútil e infrutífero. Seu ressentimento cresceu com o tempo, pois perceberam que o trabalho forçado era, embora sem os assassinatos, muito semelhante ao que experimentaram sob o Khmer Vermelho.  Devido às condições insalubres e à abundância de mosquitos em áreas de difícil acesso, os trabalhadores mal alimentados e mal alojados no projeto K5 foram vítimas de malária e exaustão. 
Muitas das minas permanecem até hoje, tornando a vasta área perigosa. A zona K5 tornou-se parte do grande problema das minas terrestres no Camboja após o fim da guerra civil. Só em 1990, o número de cambojanos que tiveram uma perna ou um pé amputado como resultado de um ferimento causado por uma mina terrestre chegou a cerca de 6.000. 